# SN 2003ar
SN 2003ar – supernowa typu Ia odkryta 6 lutego 2003 roku w galaktyce NGC 6071 (M+12-15-47). W momencie odkrycia miała maksymalną jasność 17,90m.